# تانگو چارلی
تانگو چارلی (به هندی: Tango Charlie) فیلمی محصول سال ۲۰۰۵ و به کارگردانی مانی شانکار است. در این فیلم بازیگرانی همچون اجی دیوگن، بابی دیول، سانجی دات، سونیل شتی ایفای نقش کرده‌اند.